# File di record
Un file di record è un insieme di registrazioni logiche (suddivisi in campi).
L'operazione di lettura di un file permette di accedere soltanto ad un record per volta; i dati del record letto vengono resi disponibili tramite un'area di memoria riservata al file detta "area record". L'area record viene utilizzata per eseguire tutte le operazioni di input/output logiche sul file. Il file può essere pensato come una successione di record; non esiste un limite al numero di record che possono essere contenuti nel file, se non dovuto alla capacità del supporto  su cui il file è registrato.
Sui file di record le operazioni vengono effettuate su un record per volta.
Con l'accesso "sequenziale" si può accedere ai record solo in modo ordinato.
Con l'accesso "diretto" ogni record è individuato da un numero che esprime la posizione relativa all'interno del file; è possibile il posizionamento sul record desiderato.
Si possono aggiungere record solo alla fine del file.